# Bernard Cazeneuve
Bernard Cazeneuve (Senlis, França, 2 de juny de 1963) és un polític, advocat i economista francès. El 6 de desembre de 2016 el president de la República François Hollande el va nomenar primer ministre.

## Biografia
Llicenciat en Dret i Economia per les Grans Escoles i per l'Institut de Ciències Polítiques de Bordeus. Després de finalitzar els seus estudis superiors, va començar treballant en la banca i al món judicial. Es va iniciar en política afiliat al Partit Socialista de França, en el qual ha ocupat nombrosos càrrecs de gran responsabilitat.
Des de 1997, és parlamentari de l'Assemblea Nacional de França per la circumscripció electoral de la Mànega, a la qual pertany actualment després d'haver estat reelegit durant aquests anys. A nivell local, entre el 19 de març de 2001 i el 23 de juny de 2012 ha estat Alcalde de la comuna de Cherbourg-Octeville  i des de 2008 va ser president de l'Associació de Governs Locals de la Comunitat Urbana de Cherbourg.
El 16 de maig de 2012, va ser nomenat pel president François Hollande per entrar al Govern Ayrault com a viceministre d'Afers Europeus del Ministeri d'Afers Exteriors de França fins al 19 de març de 2013, quan va ser designat com a Viceministre de Pressupost del Ministeri d'Economia, Finances i Indústria.
El 2 d'abril de 2014, a causa que Manuel Valls va deixar el seu càrrec de Ministre d'Interior per passar a ser el Primer Ministre de França, Valls l'ha designat en la seva successió com a nou ministre en el seu nou equip de govern.

### Primer Ministre de França
Manuel Valls dimití el 6 de desembre de 2016 per preparar la seva precandidatura a les eleccions presidencials franceses de 2017 sent rellevat per Cazeneuve, en els mesos que va estar al càrrec per posar fi al moviment social del 2017 a la Guaiana Francesa va haver d'anunciar la disposició del Govern a invertir 3.000 milions d'euros en l'economia de la Guaiana Francesa; un dels departaments més pobres de França, segons Reuters.
El 15 de maig de 2017, el nou president Emmanuel Macron va nomenar Édouard Philippe com a primer ministre i va dimitir el vespre del 10 de maig de 2017 després de les eleccions presidencials franceses de 2017, continuant fins al nomenament pel nou president de la República, Emmanuel Macron d'Édouard Philippe el 15 de maig.

### La Convenció
El 2022, en desacord amb l'aliança conclosa entre el Partit Socialista i La França Insubmisa per a les eleccions legislatives franceses de 2022, va abandonar el Partit Socialista i va llançar un nou moviment, "La Convenció", a principis de 2023 i va anar agrupant diverses formacions d'esquerra.
Molt crític amb el Nou Front Popular i la unió de l'esquerra i l'extrema esquerra pel seu antisemitisme i seva la manca de crítica a Hamàs, no es va presentar a les eleccions legislatives franceses de 2024. En juny de 2025 el formaven la Federació Progressista de François Rebsamen, exministre i exalcalde socialista de Dijon, el Partit Radical d'Esquerra, el Moviment dels Ciutadans, En Commun de l'exdiputada macronista Barbara Pompili, el think tank Inventer à Gauche de Michel Destot, exalcalde socialista de Grenoble, el Col·lectiu de Socialdemòcrates Reformistes i el Col·lectiu Télémaque.